# Guria FC
El Guria FC es un equipo de fútbol de Papúa Nueva Guinea que juega en el Campeonato Nacional de Clubes de Papúa Nueva Guinea.

## Historia
Fue fundado en el año 1979 en la capital Port Moresby y sus mejores años fueron a finales de los años 1980 e inicios de los años 1990 donde fue campeón nacional en tres ocasiones cuando el torneo era llamado Campeonato General de Papúa Nueva Guinea, la primera de ellas en 1986, además de ganar un título de la capital en 1985.
Fue el primer equipo de Papúa Nueva Guinea en competir en un torneo internacional al jugar en el Campeonato de Clubes de Oceanía 1987, donde fue eliminado en la ronda clasificatoria por el Rangers Honiara de Islas Salomón.

## Palmarés
- Campeonato Nacional de Clubes de Papúa Nueva Guinea: 3

1986, 1989, 1992
- Campeonato de Port Moresby: 1

1985